# Cristian La Grassa
Cristian La Grassa (Palermo, 1º agosto 1974) è un ex bobbista italiano.

## Biografia
Inizia a dedicarsi all'atletica leggera a 13 anni, facendosi notare nelle gare di velocità e nel salto in lungo e triplo, specialità nella quale partecipò ai Campionati europei juniores di atletica 1993 a San Sebastian e vincendo il campionato italiano indoor 1996.
Iniziata l'attività di bobbista nella stagione 1997, stabilì i propri primati personali nel salto in lungo (7,36 m) e nel salto triplo (15,84 m) facendo già parte della Nazionale italiana di bob. Insieme a Günther Huber, giunse al 5º posto ai Campionati mondiali di bob 2000 ad Altenberg e al 3º posto nella tappa di Sankt Moritz della Coppa del Mondo di bob 2000. Ottenne il suo miglior piazzamento (4º) ai Goodwill Games invernali di Lake Placid; nello stesso anno, si piazzò al 6º posto con il bob a quattro nei Campionati europei di bob 2000 a Cortina.
Partecipò con la Nazionale di bob dell'Italia alle Olimpiadi di Salt Lake City 2002, classificandosi all'11º posto nel bob a due con Fabrizio Tosini e a pari merito con l'equipaggio di Lettonia I.
Ai Campionati europei di bob 2003 a Winterberg giunse 7° in coppia con Fabrizio Tosini, mentre ai Campionati europei di bob 2005 ad Altenberg si classificò 10° con il bob a quattro.
Vinse 5 medaglie ai Campionati italiani di bob: nel bob a quattro ottenne un bronzo nel 1998, un argento nel 2000 e due ori nel 2001 e 2003; nel bob a due fu bronzo in coppia con Loris Ottaviani nel 2004. Nel 2005 decise di abbandonare l'attività bobbistica.
Nel 2020 consegue la laurea magistrale in Scienze delle attività motorie e sportive.